# Secrétaire d'État à la Défense
Le secrétaire d'État à la Défense (en anglais : Secretary of State for Defence), communément appelé Defence Secretary, est le ministre chargé de la politique de défense dans le gouvernement du Royaume-Uni, à la tête du ministère de la Défense (Ministry of Defence).
Depuis le 5 juillet 2024, la fonction est occupée par John Healey.

## Historique

Drapeau du secrétaire d'État à la Défense.

Le poste est créé en 1964 comme successeur des fonctions de ministre de la Coordination de la Défense (Minister for Coordination of Defence) de 1936 à 1940 et de ministre de la Défense (Minister of Defence) de 1940 à 1964.
Administrant les Forces armées britanniques et présidant le Conseil de la Défense (Defence Council), il est actuellement la septième fonction la plus importante du gouvernement après le Premier ministre, le chancelier de l'Échiquier, le secrétaire d'État aux Affaires étrangères et du Commonwealth, le secrétaire d'État à l'Intérieur, le chancelier du duché de Lancastre et le secrétaire d'État à la Justice.

## Liste des occupants de la fonction
Légende
(partis politiques)
- Conservateur
- Travailliste

### Ministre de la Coordination de la Défense (1936-1940)
| Nom | Nom                 | Nom             | Dates du mandat | Dates du mandat | Parti politique | Premier ministre |
| --- | ------------------- | --------------- | --------------- | --------------- | --------------- | ---------------- |
|     |                     | Thomas Inskip   | 13 mars 1936    | 29 janvier 1939 | Conservateur    | Stanley Baldwin  |
|     | Neville Chamberlain | Thomas Inskip   | 13 mars 1936    | 29 janvier 1939 | Conservateur    |                  |
|     |                     | Ernle Chatfield | 29 janvier 1939 | 3 avril 1940    | Aucun           |                  |

### Ministre de la Défense (1940-1964)
| Nom | Nom               | Nom                | Dates du mandat  | Dates du mandat  | Parti politique | Premier ministre  |
| --- | ----------------- | ------------------ | ---------------- | ---------------- | --------------- | ----------------- |
|     |                   | Winston Churchill  | 10 mai 1940      | 27 juillet 1945  | Conservateur    | Winston Churchill |
|     |                   | Clement Attlee     | 27 juillet 1945  | 20 décembre 1946 | Travailliste    | Clement Attlee    |
|     |                   | a.V. Alexander     | 20 décembre 1946 | 28 février 1950  | Labour Co-op    | Clement Attlee    |
|     |                   | Manny Shinwell     | 28 février 1950  | 26 octobre 1951  | Travailliste    | Clement Attlee    |
|     |                   | Winston Churchill  | 28 octobre 1951  | 1er mars 1952    | Conservateur    | Winston Churchill |
|     |                   | Harold Alexander   | 1er mars 1952    | 18 octobre 1954  | Aucun           | Winston Churchill |
|     |                   | Harold Macmillan   | 18 octobre 1954  | 7 avril 1955     | Conservateur    | Winston Churchill |
|     |                   | Selwyn Lloyd       | 7 avril 1955     | 20 décembre 1955 | Conservateur    | Anthony Eden      |
|     |                   | Walter Monckton    | 20 décembre 1955 | 18 octobre 1956  | Conservateur    | Anthony Eden      |
|     |                   | Antony Head        | 18 octobre 1956  | 9 janvier 1957   | Conservateur    | Anthony Eden      |
|     |                   | Duncan Sandys      | 13 janvier 1957  | 14 octobre 1959  | Conservateur    | Harold Macmillan  |
|     |                   | Harold Watkinson   | 14 octobre 1959  | 13 juillet 1962  | Conservateur    | Harold Macmillan  |
|     |                   | Peter Thorneycroft | 13 juillet 1962  | 1er avril 1964   | Conservateur    | Harold Macmillan  |
|     | Alec Douglas-Home | Peter Thorneycroft | 13 juillet 1962  | 1er avril 1964   | Conservateur    |                   |

### Secrétaire d'État à la Défense (depuis 1964)
| Nom          | Nom | Nom                | Dates du mandat   | Dates du mandat               | Parti politique | Premier ministre                    |
| ------------ | --- | ------------------ | ----------------- | ----------------------------- | --------------- | ----------------------------------- |
|              |     | Peter Thorneycroft | 1er avril 1964    | 16 octobre 1964               | Conservateur    | Alec Douglas-Home                   |
|              |     | Denis Healey       | 16 octobre 1964   | 19 juin 1970                  | Travailliste    | Harold Wilson                       |
|              |     | Peter Carington    | 20 juin 1970      | 8 janvier 1974                | Conservateur    | Edward Heath                        |
|              |     | Ian Gilmour        | 8 janvier 1974    | 4 mars 1974                   | Conservateur    | Edward Heath                        |
|              |     | Roy Mason          | 5 mars 1974       | 10 septembre 1976             | Travailliste    | Harold Wilson                       |
|              |     | Frederick Mulley   | 10 septembre 1976 | 4 mai 1979                    | Travailliste    | James Callaghan                     |
|              |     | Francis Pym        | 5 mai 1979        | 5 janvier 1981                | Conservateur    | Margaret Thatcher                   |
|              |     | John Nott          | 5 janvier 1981    | 6 janvier 1983                | Conservateur    | Margaret Thatcher                   |
|              |     | Michael Heseltine  | 6 janvier 1983    | 7 janvier 1986                | Conservateur    | Margaret Thatcher                   |
|              |     | George Younger     | 9 janvier 1986    | 24 juillet 1989               | Conservateur    | Margaret Thatcher                   |
|              |     | Tom King           | 24 juillet 1989   | 10 avril 1992                 | Conservateur    | Margaret Thatcher                   |
| John Major   |     | Tom King           | 24 juillet 1989   | 10 avril 1992                 | Conservateur    |                                     |
|              |     | Malcolm Rifkind    | 10 avril 1992     | 5 juillet 1995                | Conservateur    |                                     |
|              |     | Michael Portillo   | 5 juillet 1995    | 2 mai 1997                    | Conservateur    |                                     |
|              |     | George Robertson   | 3 mai 1997        | 11 octobre 1999               | Travailliste    | Tony Blair                          |
|              |     | Geoff Hoon         | 11 octobre 1999   | 6 mai 2005                    | Travailliste    | Tony Blair                          |
|              |     | John Reid          | 6 mai 2005        | 5 mai 2006                    | Travailliste    | Tony Blair                          |
|              |     | Des Browne         | 5 mai 2006        | 3 octobre 2008                | Travailliste    | Tony Blair                          |
| Gordon Brown |     | Des Browne         | 5 mai 2006        | 3 octobre 2008                | Travailliste    |                                     |
|              |     | John Hutton        | 3 octobre 2008    | 5 juin 2009                   | Travailliste    |                                     |
|              |     | Bob Ainsworth      | 5 juin 2009       | 12 mai 2010                   | Travailliste    |                                     |
|              |     | Liam Fox           | 12 mai 2010       | 14 octobre 2011 (démission)   | Conservateur    | David Cameron                       |
|              |     | Philip Hammond     | 14 octobre 2011   | 15 juillet 2014               | Conservateur    | David Cameron                       |
|              |     | Michael Fallon     | 15 juillet 2014   | 1er novembre 2017 (démission) | Conservateur    | David Cameron                       |
| Theresa May  |     | Michael Fallon     | 15 juillet 2014   | 1er novembre 2017 (démission) | Conservateur    |                                     |
|              |     | Gavin Williamson   | 2 novembre 2017   | 1er mai 2019                  | Conservateur    |                                     |
|              |     | Penny Mordaunt     | 1er mai 2019      | 24 juillet 2019               | Conservateur    |                                     |
|              |     | Ben Wallace        | 24 juillet 2019   | 31 août 2023                  | Conservateur    | Boris Johnson Liz Truss Rishi Sunak |
|              |     | Grant Shapps       | 31 août 2023      | 5 juillet 2024                | Conservateur    | Rishi Sunak                         |
|              |     | John Healey        | 5 juillet 2024    | en cours                      | Travailliste    | Keir Starmer                        |